# Masacalla

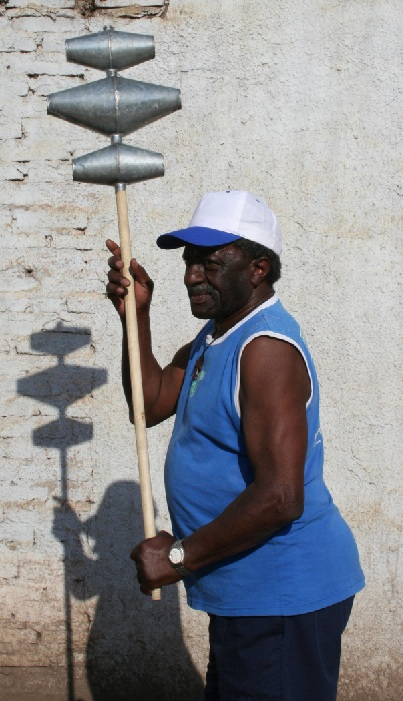
Un integrante de la "Comparsa Negros Argentinos" de la Asociación Misibamba ejecutando una masacalla de 3 cuerpos.

La masacalla (que también puede escribirse mazacalla, masacaya o mazacaya) es un idiófono de golpe indirecto, de sacudimiento, consistente en un mango de madera que tiene en su extremo distal que tiene de uno a tres vasos de hojalata, cada uno formado por dos troncos de cono unidos por su base, y que contienen piedritas, semillas y/o pequeños objetos metálicos. Cuando la figura romboidal es una, puede estar tanto vertical como horizontalmente, y cuando son dos o tres están perpendiculares a la vara y son de diferente tamaño. Se usa para acompañar a los tambores llamador y repicador en el candombe afroargentino y el sonido se logra al mover el mango verticalmente con una mano, en las pequeñas, y con las dos en las grandes. Según la clasificación decimal de los instrumentos musicales de Hornbostel y Sanchs (Vega 1989), le corresponde el número 112.13. Es uno de los pocos instrumentos que ha sido estudiado anteriormente, pues está incluido en el Diccionario de africanismos en el castellano del Río de la Plata, de Néstor Ortiz Oderigo (2007: 145-149), aunque actualmente algunas afirmaciones deben tomarse con cautela.

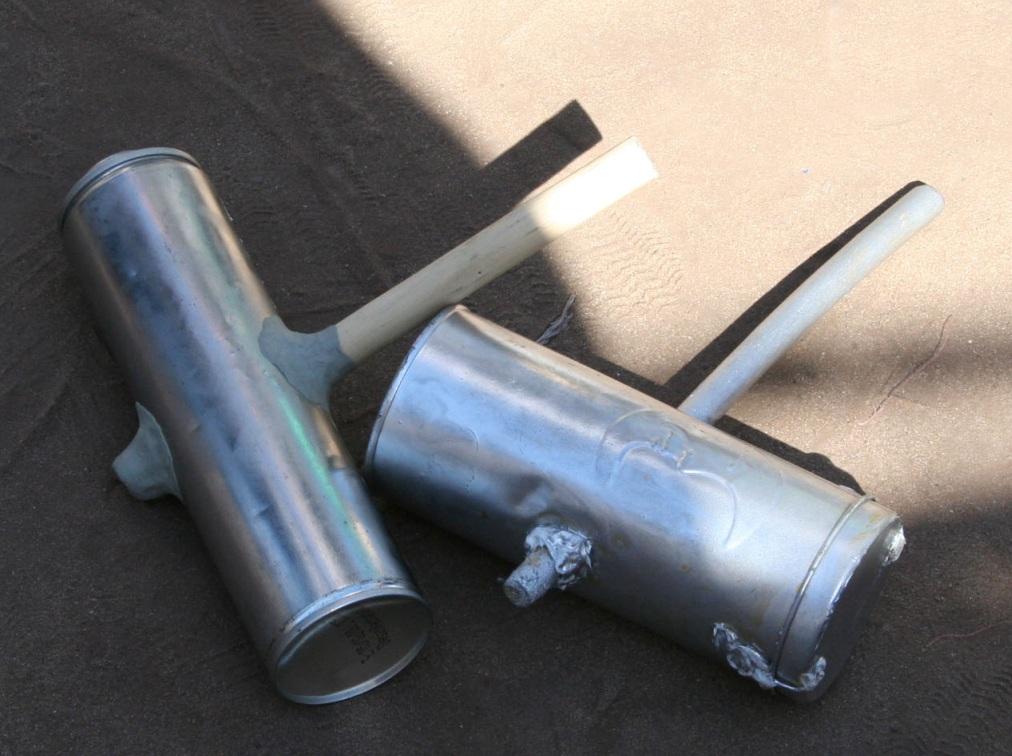
Masacallas de 1 cuerpo.

Fuera del ámbito afroporteño se utilizaba en la Sociedad Coral Carnavalesca - Negros Santafecinos, de la ciudad de Santa Fe (Cirio 2011, en López 2011).

## Reseñas históricas
En un artículo anónimo publicado en La Broma el 3 de marzo de 1882 (año I, época VI, N.º 60, [p. 1]) titulado “Nuestras sociedades carnavalescas” leemos: “Sinnúmero hay de esos jóvenes, que si alguna de nuestras tías les piden encarecidamente que ejecuten el tambor o la masacalla en alguno de los pocos locales de nuestros abuelos que han quedado como recuerdo de que ellos tenían más idea y poder de sociabilizarnos que muchos de ellos” (Cirio 2009: 216-217). En el artículo “El candombe callejero”, publicado por Figarillo en Caras y Caretas el 11 de febrero de 1899 (s/p), la masacalla es su ilustración central, mas su exagerado tamaño obedece a una demanda estética respecto a la presentación del artículo. 

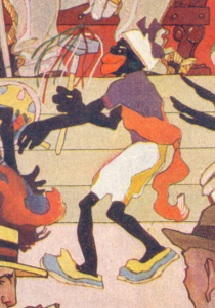
Dibujo de un negro candombero ejecutando una masacalla. Portada de Caras y Caretas del 24 de noviembre de 1917. Buenos Aires.

En una fecha imprecisa a caballo entre fines del siglo XIX y comienzo del XX, Martín León Boneo pintó el cuadro Candombe federal al menos en tres versiones, dos de las cuales pertenecen al Museo Histórico Nacional. En ellas se aprecian dos masacallas de gran tamaño, ejecutadas por sendos negros. Un documento singular que la testimonia desde su esencia sonora es la zarzuela bufa del compositor afroporteño Zenón Rolón, Una broma improvisada o Los autómatas de Tartafell (1900, letra de Rafael Barreda). Comienza con un Preludio a telón caído y aparece en su nutrido orgánico (literalmente, mazacaya), pues se emulan los sones propios del carnaval porteño, entre ellos el del candombe. Hay otros dos dibujos a color de masacallas en dos portadas de Caras y Caretas (29-feb-1908 y 24-nov-1917). Finalmente, un documento icónico-sonoro excepcional es la ejecución de una masacalla en la película Juvenilia (Augusto César Vatteone, 1943), basada en la novela homónima de Miguel Cané. La escena en que aparece corresponde al paso callejero de una comparsa de candombe en carnaval. Según el testimonio recabado a una de las afroporteñas actoras, su relevancia documental radica en que para evitar gastos de utilería y de composición musical para tan breve escena, el director juzgó oportuno recurrir a los propios afroporteños, sus instrumentos y su música. De hecho, de las muchas otras escenas de candombe en el cine nacional, ésta es juzgada por los actuales afroporteños como la más lograda interpretación fílmica histórica.

## Actualidad
Actualmente los afroporteños entrevistados no guardan memoria de la masacalla, el nombre les es ajeno e, incluso, suelen confundirla con el chinesco. Sin embargo, está en avanzado proceso de retradicionalización desde la propuesta escénica del Grupo Bakongo, de candombe porteñó. Juan Pablo Suaqué fabricó varias de un cuerpo y una de tres cuerpos, siendo ésta utilizada por la Comparsa Negros Argentinos en una escena callejera de carnaval en la película Felicitas (Teresa Constantini, 2009). A efecto de una más rápida fabricación, una variante en la forma del vaso de las de un cuerpo consiste en utilizar en envase metálico de aerosol, atravesado por un corto mango de madera.